# معبد دوش

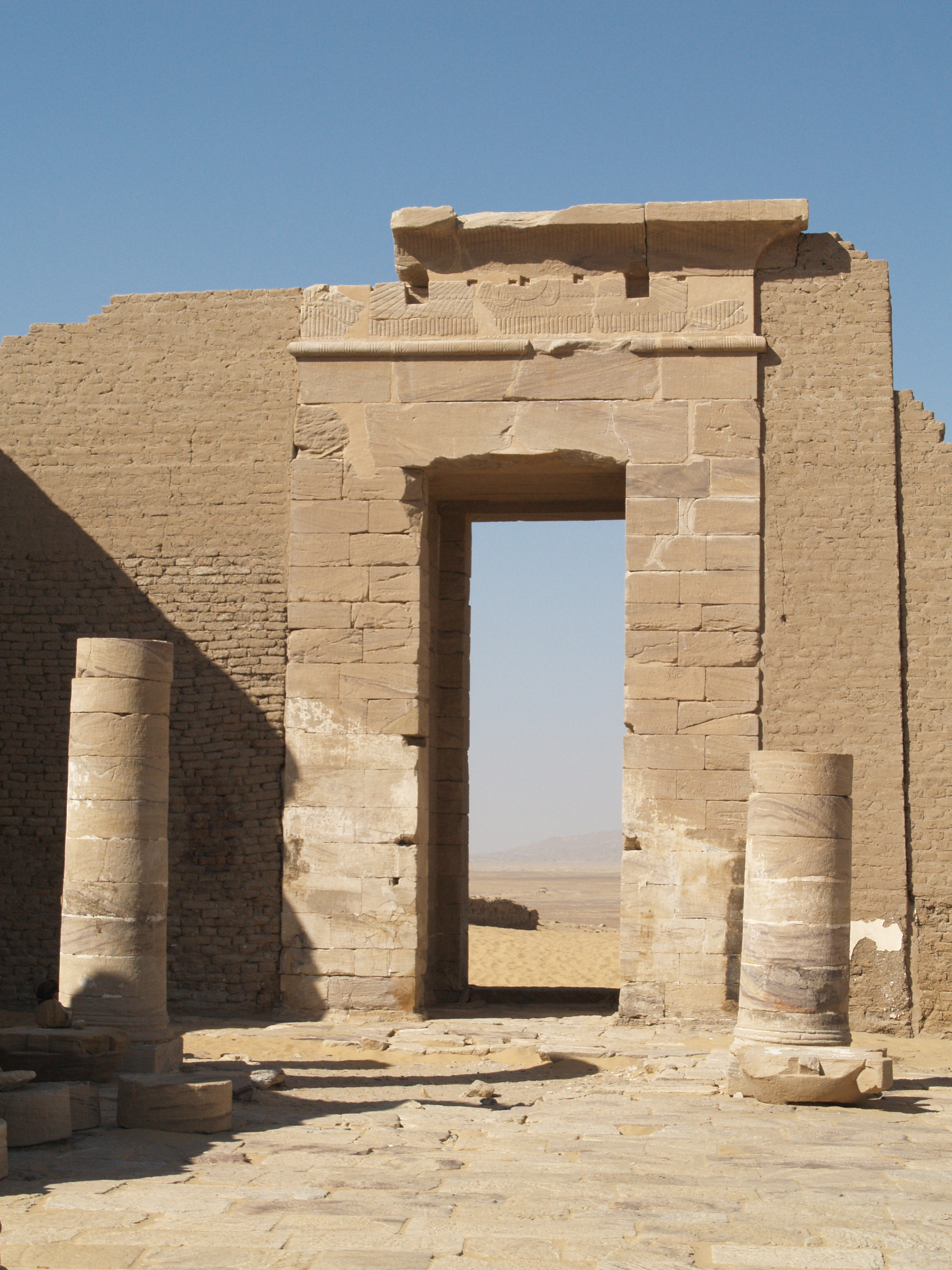
معبد دوش في الصحراء الكبرى في مصر.

معبد دوش هو أحد المعابد الأثرية الواقع الشمال الشرقي لقرية دوش، وهو من أهم الأماكن الأثرية الموجودة في محافظة الوادي الجديد بـمصر. المعبد مكون من الحجر الجيري بينما السور والجدران من حوله مبنية بالطوب اللبن، وتم بناء المعبد في فترة الأباطرة دوميتيان، وهادريان، و تراجان.

## الموقع
يقع المعبد جنوب مدينة الخارجة ويبعد عنها حوالي 113 كم وعن مدينة باريس 23 كم داخل الصحراء ويقع في ملتقى درب الواحات الموصل إلى السودان ودرب إسنا الذي يربط مركز باريس بمنطقة إسنا وقد بني هذا المعبد عام 117 م ويقع في الواحة دوش القديمة وعلى جدرانه نقوش ويقع بجواره منطقة أثرية هامة.